# 池の平ホテル

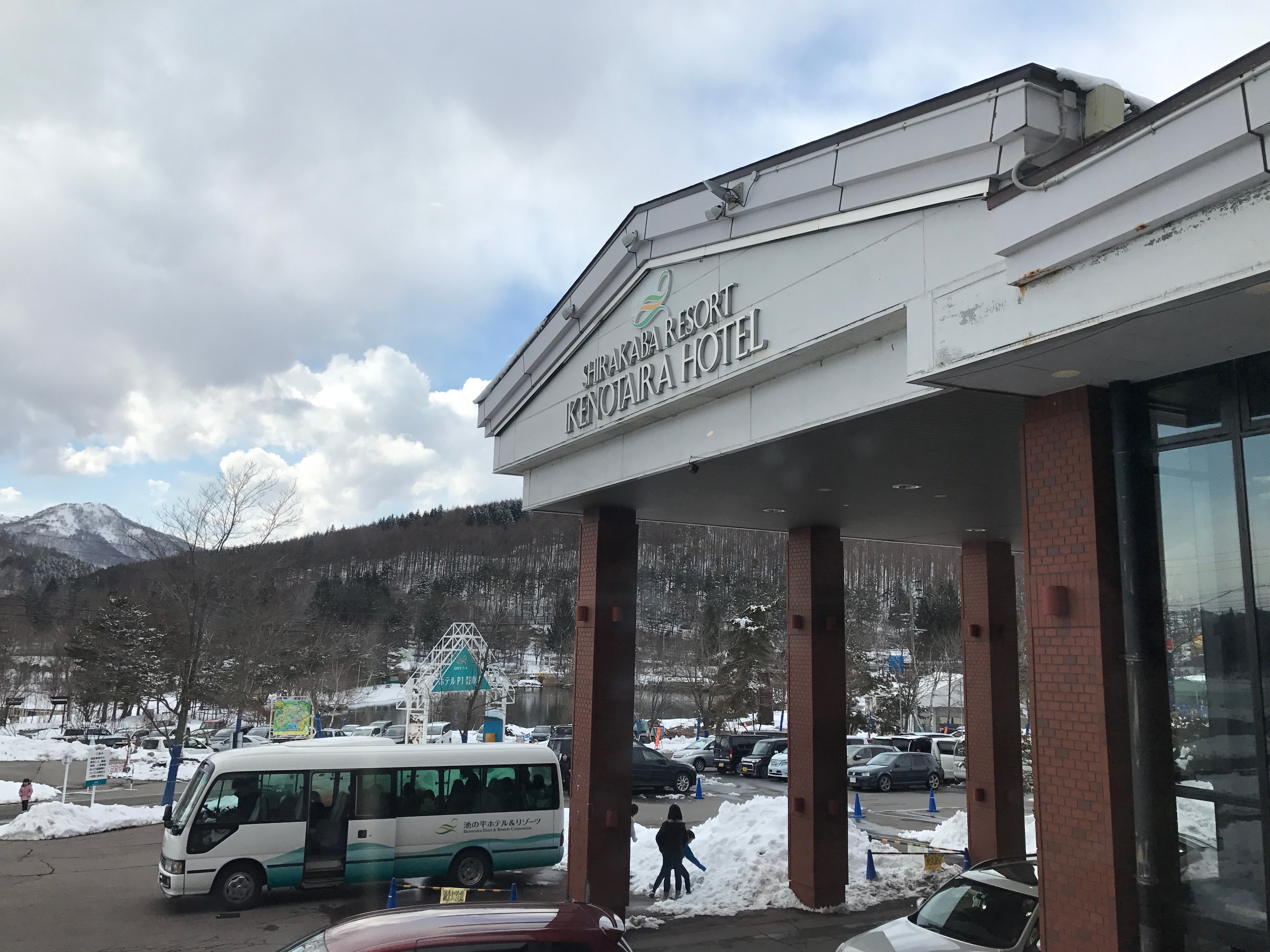
旧本館棟ホテル玄関

池の平ホテル（いけのたいらホテル、1955年7月 -
）または池の平ホテル&リゾーツは、長野県北佐久郡立科町にあるホテル及びその周辺のアミューズメント施設「ファミリーランド」やスキー場「池の平スノーパーク」を運営する企業である。
佐久市と茅野市白樺湖の周辺に立地しているため、宣伝等では「白樺リゾート」として紹介されている。
長野県内を含め隣接の中京広域圏や関東圏でもCMが流れる。
2014年4月、運営会社である株式会社池の平ホテルは、現社名へ社名変更をした。

## 特徴
2024年2月現在、新本館、東館、アネックス館の3つの宿泊棟で構成されており、、スタンダードな和洋室から、「赤ちゃんとママの為のお部屋」というコンセプトで作られた"mamatoco room"など11種類の客室で構成されている。
2021年5月までは、本館、東館、アネックス館の3つの宿泊棟があり、スタンダードな和洋室からワンランク上の2室限定のスイートルームまで8種類の客室で構成されていたが、度重なる拡張によりホテル内構造がやや複雑になり、近年では老朽化が進んだことから、2021年5月10日、本館棟が改築のため営業を終了。
2023年4月までは、東館とアネックス館の2つの宿泊棟で営業を継続していた。
施設内にはリフトが併設されており、冬は池の平スノーパーク（旧白樺リゾートスキー場）、夏は夏山リフトとして、季節の花の他に高山植物などを見ることができる。
10歳未満の子供のいる家族向けのためのキャラクタールームとして「プリキュアルーム」を同施設の東館1階、アネックス館7階・4階に各々設置しており、部屋に持ち帰り可能なお楽しみグッズが入ったバッグが置かれている。また、お泊りプランも付いており同ルームにボウリング、室内温水プール、ポタスノーランド、『白樺リゾート池の平ファミリーランド』のフリーパス券、プリキュア衣装が各々特典としてセットで販売されている。
その他、東映の代表キャラクターシリーズ「仮面ライダールーム」も設置している。
設備やサービスなど、約100項目にわたる調査項目のもと認定基準を満たした施設として、「ウェルカムベビーのお宿」に認定されている。
2023年4月22日、新本館棟が開業。鉄骨造10階建てで「THE LAKE RESORT」、「信州五感のショーケース」という2つのコンセプトのもと、FOOD HALL型のホテルダイニング、白樺湖を一望出来る温浴施設、湖畔に佇むパブリックテラス棟などに加え、73室の客室が用意された。
新本館棟に新たに温浴施設が造られてことに伴い、開業当初からあった大浴場は閉鎖された。
メダルゲーム・クレーンゲームが楽しめるゲームコーナーや室内プール、ボウリング場がある。
2011年4月からは、松本大学の協力による「健康いきいき診断プログラム」も実施している。

## 白樺リゾート池の平ファミリーランド
ホテルのすぐ隣には遊園地白樺リゾート池の平ファミリーランドが併設されていて、メリーゴーランドやジェットコースター等の乗り物、パターゴルフ、プール、乗馬体験、アスレチック等が出来るが、冬季は雪が降る為に休業している。
白樺リゾート池の平ファミリーランドでは毎年様々なイベントが開催される。ヒーローショー他、過去にはレゴ王国や『ハイジ』フェアなどが開催された。
「黄金アカシアの丘」はリフトで黄金アカシヤの森を廻り、ニッコウキスゲ等の高原植物を観る事が出来る。
お土産物では白樺湖限定のお菓子や「地ビール白樺蓼科」などが人気。他に白樺湖ファミリーランドにカバと白樺が合体したマスコットキャラクター「ポタ」が登場して、『ポタキッズクラブ』という子ども向けの会員制のクラブサービスを行っている。

### 世界の影絵・きり絵・ガラス・オルゴール美術館

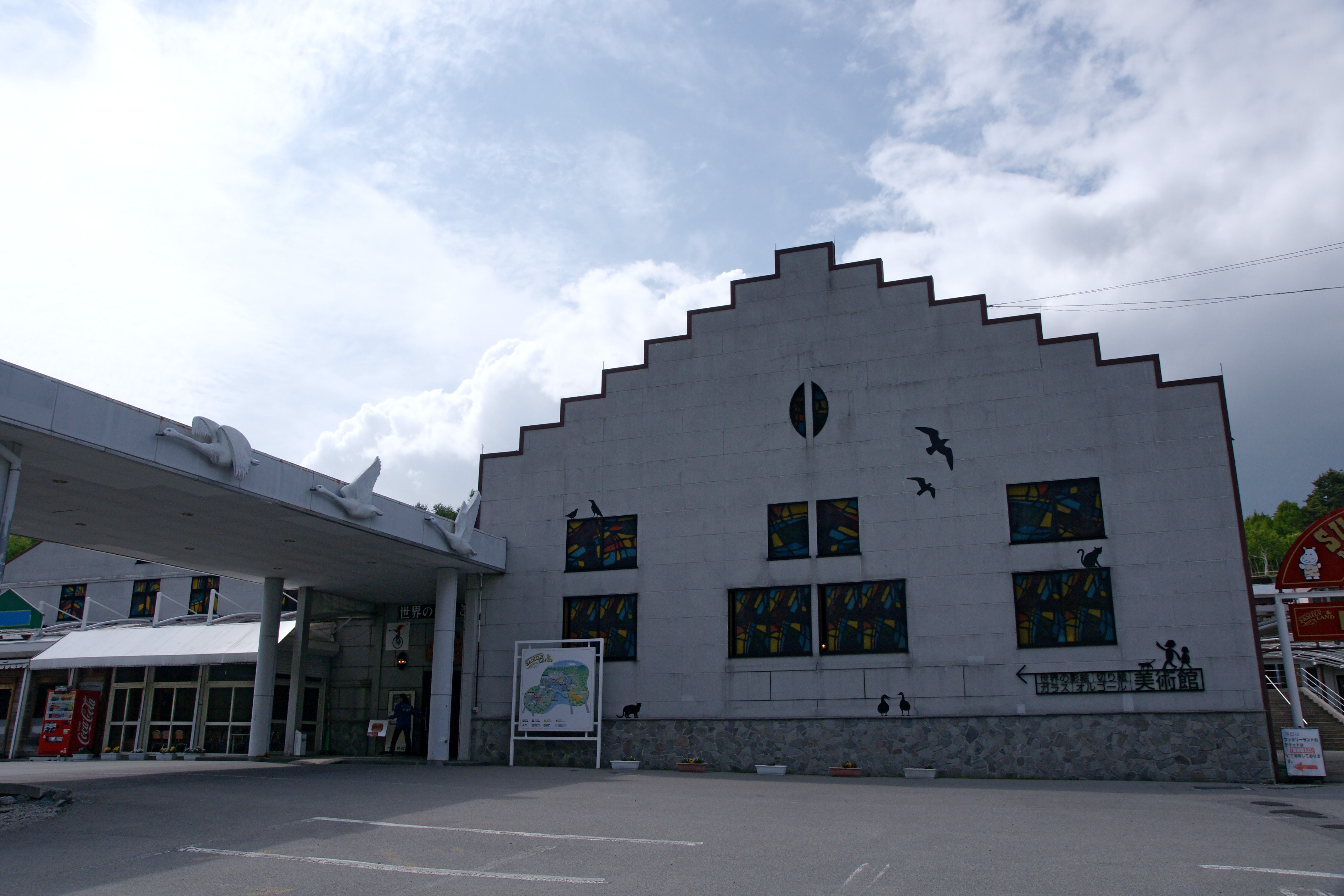
美術館の建物

ファミリーランド横には複合美術館「世界の影絵・きり絵・ガラス・オルゴール美術館」があり、日本を代表する影絵作家藤城清治による作品や、ガラス・オルゴールの展示・販売が行われている。また、切り絵、キャンドル、オルゴール制作の体験コーナーもある。
開館時間9:00～17:00(最終入館16:00)

## 他の関連グループ
- 池の平白樺高原ホテル
- 佐久平プラザ21
- レイクサイドプラザ
- 白樺リゾート池の平ファミリーランド
- 健康いきいき診断プログラム
- コアハウス2in1
- 蓼科テディベア美術館